# Clásico universitario
La rivalité entre l'Universidad Católica et l'Universidad de Chile, se réfère à l'antagonisme entre deux des principaux clubs de football de Santiago du Chili, la capitale chilienne.
La rivalité entre les deux clubs est antérieure à leur création et date de la fin du XIXe siècle. L'université du Chili possède une section football appelée Club Deportivo Universitario. En 1908, des membres de cette section la quitte et fondent la section amateure de l'université pontificale catholique du Chili : l'Universidad Católica Football Club. La U et l'UC en sont des prolongements et se nourrissent de cette rivalité.
La première opposition officielle se déroule le 13 juin 1937 lors d'un match de deuxième division. Les confrontations sont régies par une rivalité sportive notamment depuis les années 1960, avec alternance dans les périodes de domination. Avec le temps, une rivalité de prestige s'installe également entre le deuxième et le troisième club les plus souvent champions du Chili.

## Stades

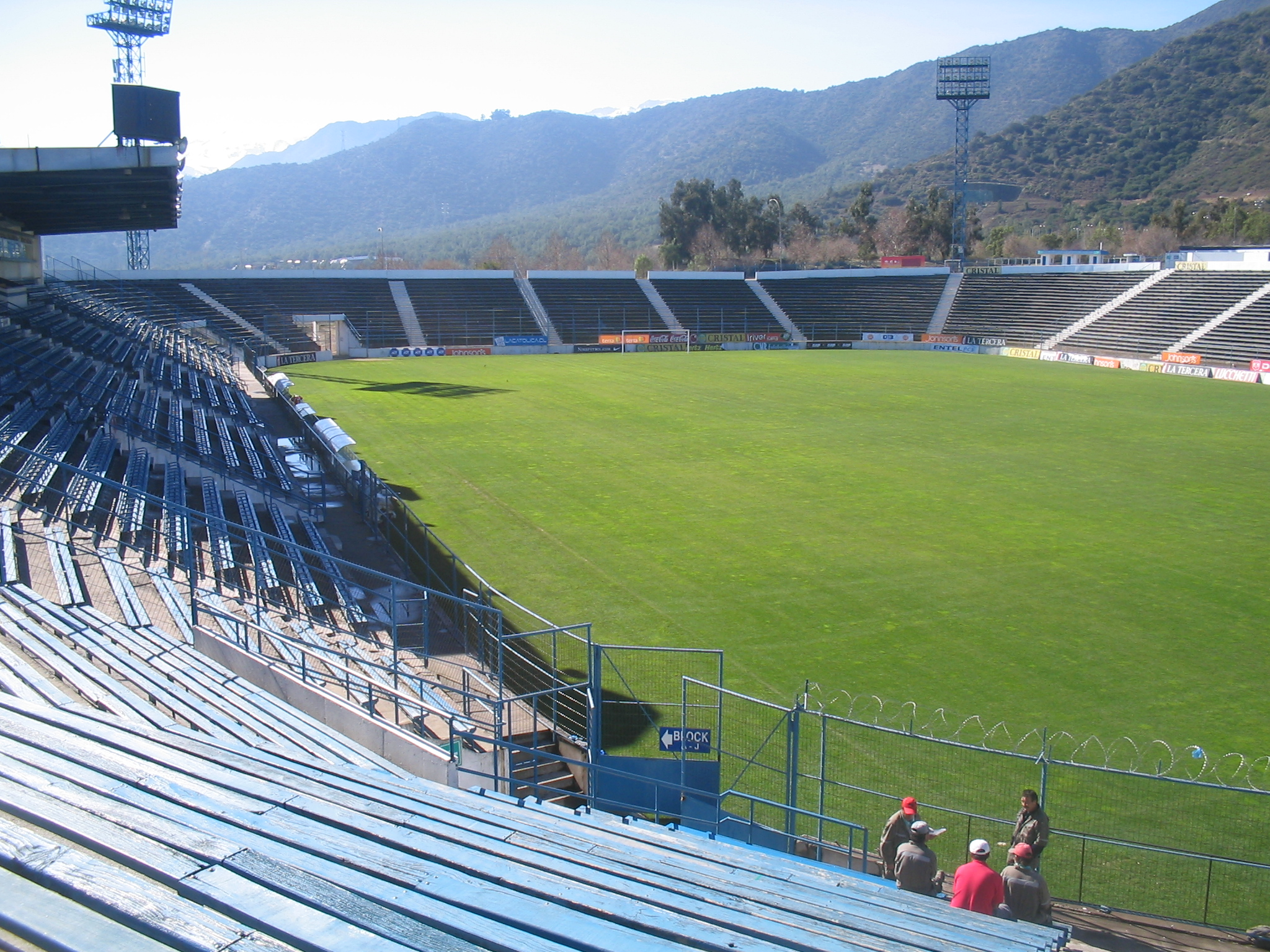
Estadio San Carlos de Apoquindo.

Selon certains professionnels liés à la conception et à l'exploitation de ce type d'œuvres, un stade en soi génère un impact social, économique, architectural et culturel, et témoigne à la fois de l'évolution et de la performance d'un club sportif. L'Universidad Católica est propriétaire de quatre bastions: le stade de l'Universidad Católica, situé dans le secteur de la Maestranza et de Marcoleta; Campos de Sports de Ñuñoa, qui avait déjà une longue histoire dans le sport chilien; Independencia, située dans la commune homonyme de Santiago et inaugurée le 12 octobre 1945; et San Carlos de Apoquindo, qui a ouvert ses portes le 4 septembre 1988. Après sa dernière rénovation, San Carlos de Apoquindo a une capacité de 20 000 spectateurs. Depuis son inauguration, il a accueilli des matchs valables pour la Copa Libertadores, la Copa Sudamericana et la Copa Mercosur. Ce fut le théâtre de la finale de la Copa Interamericana 1993, qui s'est terminée entre les mains de Católica, et d'autres définitions locales correspondant au Tournoi officiel, à la Coupe du Chili et à la Supercoupe. Dans ce même bastion, l’équipe nationale chilienne a disputé cinq matches lors des éliminatoires de la Coupe du monde 2022.
Quant à l'Universidad de Chile, elle ne dispose pas à ce jour de son propre campus, devant servir de siège dans des stades comme le Nacional et Santa Laura.

## Navigation